# The Ronettes

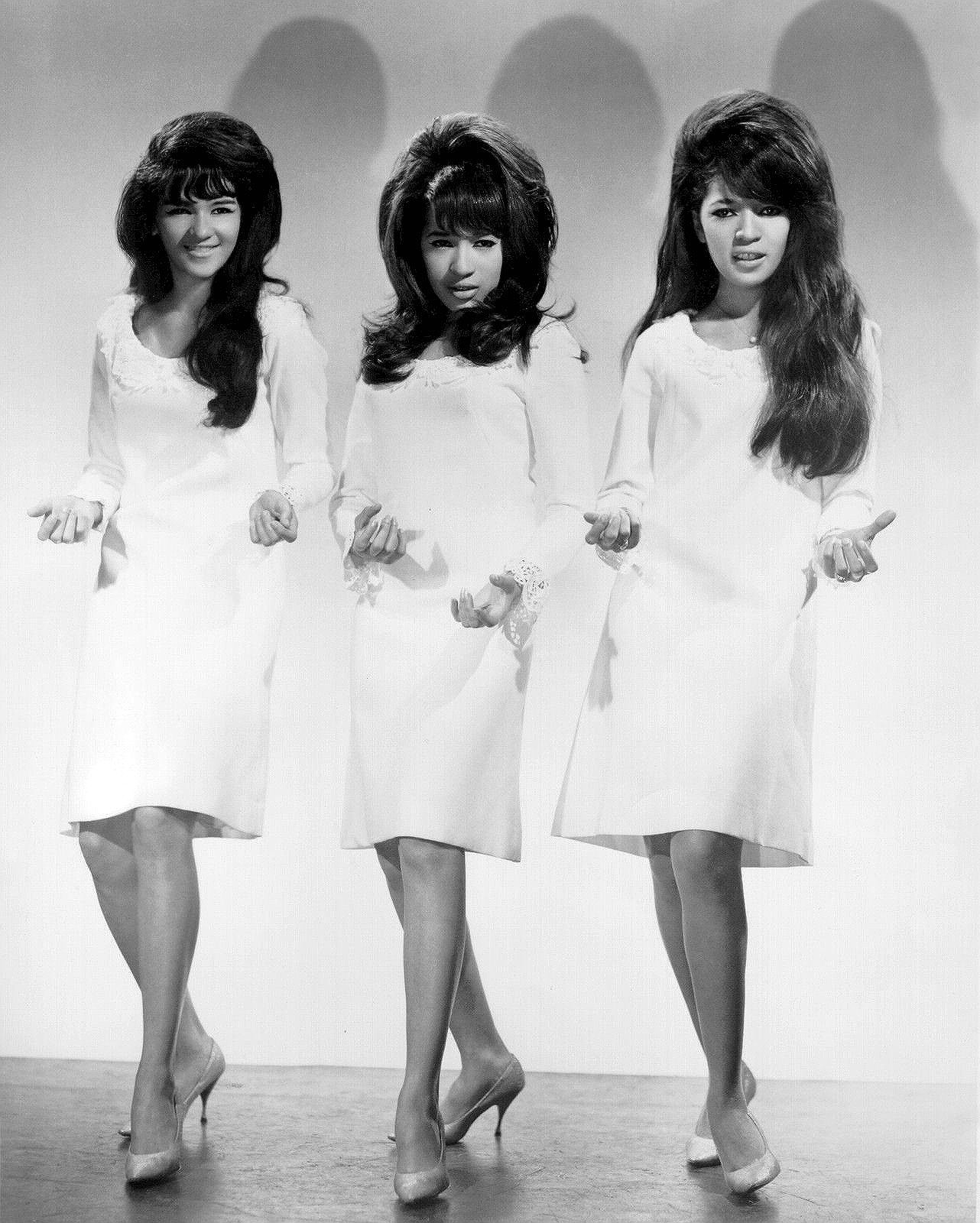
The Ronettes 1966.

The Ronettes est un groupe vocal féminin (girl group) américain des années 1960 produit par Phil Spector et formé à New York en 1959. Ronnie Bennett (née le 10 août 1943 et décédée en janvier 2022), la principale chanteuse du groupe (dont le prénom donna son nom au groupe), fut l'épouse de Phil Spector. Les deux autres chanteuses étaient sa sœur Estelle Bennett (en) (née le 22 juillet 1941 et décédée en février 2009) et sa cousine Nedra Talley (en) (née le 27 janvier 1946).

## Biographie
Le trio avait commencé à chanter sous le nom « The Darling Sisters » alors qu'elles étaient adolescentes.
Le plus gros succès du groupe est la chanson Be My Baby, produite par Spector en 1963. Ce titre sera repris dans de nombreux films, notamment Les Affranchis, Mean Streets et Dirty Dancing.
Parmi leurs principaux titres figurent également Walking in the Rain, (The Best Part of) Breakin' Up (en) et Baby, I Love You.
En 1970, le groupe est invité par leur ami Jimi Hendrix en tant que choristes pour l'enregistrement de la chanson Earth Blues qui parait bien après sa mort au sein de l'album First Rays of the New Rising Sun en 1997.
En 1973, Ronnie divorce de Phil Spector et se lance dans une carrière solo.
Un album compilation, sorti en 1992, est classé parmi « les 50 plus grands albums de tous les temps » par le magazine Rolling Stone dans la catégorie « Women who rock ».
Les Ronettes ont été introduites au Vocal Group Hall of Fame (en) en 2004.
Le groupe fait une courte apparition dans le 40e épisode de la série britannique Monty Python's Flying Circus.